# كروفورد
كروفورد (بالإنجليزية: Crawford, Georgia)‏ هي مدينة تقع في مقاطعة أوغليثورب، جورجيا بولاية جورجيا في الولايات المتحدة. تبلغ مساحة هذه المدينة 3 (كم²)، وترتفع عن سطح البحر 237 م، بلغ عدد سكانها 807 نسمة في عام 2010 حسب إحصاء مكتب تعداد الولايات المتحدة.

## وصلات خارجية
- Cities & Counties - Georgia.gov